# 拜占庭共同体

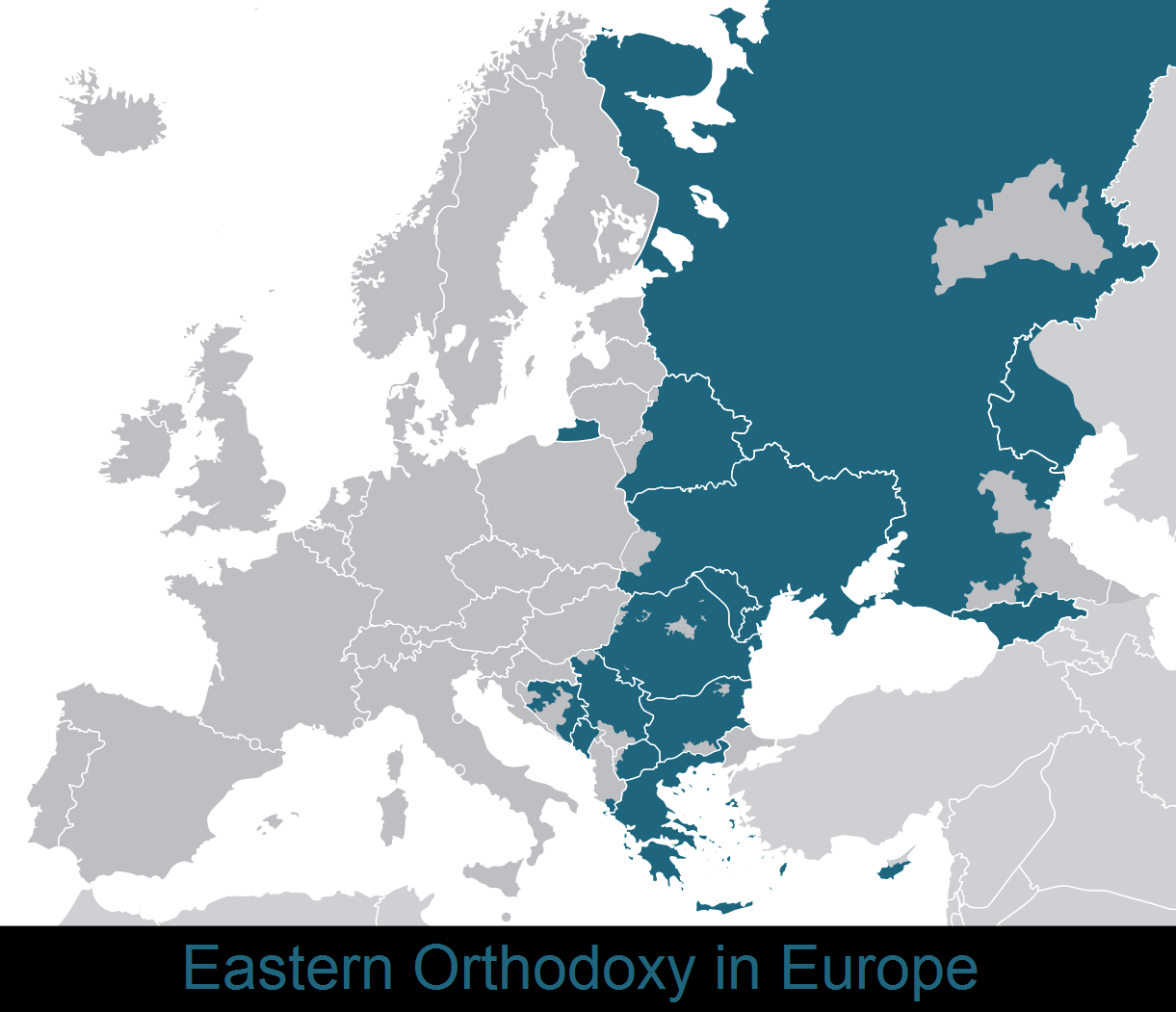
欧洲东正教地区

拜占庭共同体（英語：Byzantine commonwealth），或称拜占庭联邦，是由20世纪的历史学家创造的一个名词，指中世纪时期在拜占庭帝国及其传教士传播下，受到拜占庭总体影响（礼仪和文化传统）的地区。该区域大致涵盖了今日的希腊、塞浦路斯、北馬其頓、保加利亚、塞尔维亚、黑山、羅馬尼亞、摩尔多瓦、乌克兰、白俄罗斯、俄罗斯西南部以及格鲁吉亚等（也被称为欧洲东正教地区）。
这一概念中最为重要的论述是迪米特里·奥博连斯基的一份研究——《拜占庭共同体》（The Byzantine Commonwealth）。在其著作《六幅拜占庭肖像》（Six Byzantine Portraits）中，他考察了《拜占庭联邦》中提到的六个人的生活与工作。他还将拜占庭共同体描述为拜占庭皇权范围内的国际社群，以一同宣示皈依东正教的区域为界，遵循罗马-拜占庭法律原则。
但有学者对这一概念提出批评，就拜占庭帝国具有无可撼动的优越性这一观念提出质疑。对于君士坦丁堡是顶层核心，那些周边区域的人了解他们的边缘地位，只是在模仿上层的这一理论，他们认为这与记录中的复杂多面的文化交流动态并不相符。历史学家克里斯蒂安·拉芬斯珀格（Christian Raffensperger）提倡将其重塑为“拜占庭理想”（Byzantine ideal）。例如中世纪时期的保加利亚是拜占庭帝国长久且有力的竞争对手，但是保加利亚沙皇仍然以一种不敌视“拜占庭主义”本身的方式来构建自己权威。在后者的理念下，尽管后期拜占庭帝国本身的疆域大为减少，但整个区域内的统治者们仍旧保留着传统等级制度的观念。

## 延伸阅读
- Billinis, Alex. . Bloomington, IN: Authorhouse. 2011. ISBN 978-1-4567-7870-5. OCLC 733224411.
- Kaimakamova, Miliana; Salamon, Maciej; Różycka, Małgorzata Smorąg. . Towarzystwo Wydawnicze "Historia Iagellonica". 2007  [2021-03-02]. ISBN 978-83-88737-83-1. （原始内容存档于2023-10-06） （英语）.
- Meyendorff, John. . Crestwood, N.Y.: St. Vladimir's Seminary Press. 1982. ISBN 0-913836-90-7. OCLC 8219059.